# Актубек (Нуринський район)
Актубе́к (каз. Ақтүбек) — село у складі Нуринського району Карагандинської області Казахстану. Входить до складу Куланутпеського сільського округу.
Населення — 37 осіб (2021; 110 у 2009, 350 у 1999, 397 у 1989).
Національний склад станом на 1989 рік:
- казахи — 100 %.

Станом на 1989 рік село називалось Актобек.